# Newfane (Nueva York)
Newfane es un pueblo ubicado en el condado de  Niágara en el estado estadounidense de Nueva York. En el año 2000 tenía una población de 9,657 habitantes y una densidad poblacional de 72 personas por km².

## Geografía
Newfane se encuentra ubicado en las coordenadas 43°17′51″N 78°42′16″O / 43.29750, -78.70444.

## Demografía
Según la Oficina del Censo en 2000 los ingresos medios por hogar en la localidad eran de $41,438, y los ingresos medios por familia eran $50,095. Los hombres tenían unos ingresos medios de $38,037 frente a los $25,279 para las mujeres. La renta per cápita para la localidad era de $18,311. Alrededor del 6.8% de la población estaban por debajo del umbral de pobreza.